# Charles Henry Darling
Charles Henry Darling (ur. 19 lutego 1809 w Annapolis Royal, zm. 25 stycznia 1870 w Cheltenham) – brytyjski żołnierz i administrator kolonialny, w latach 1847-1866 pełnił szereg stanowisk gubernatorskich w koloniach w Ameryce Północnej, Afryce i Australii.

## Życiorys

### Pochodzenie i młodość
Pochodził z rodziny o bogatej tradycji służby kolonialnej, sam zresztą urodził się w Nowej Szkocji. Jego ojcem był generał Henry Darling, późniejszy gubernator Tobago, a stryjem Ralph Darling, gubernator Nowej Południowej Walii. Ukończył studia oficerskie w Royal Military College, po czym służył na Barbadosie i Jamajce.

### Administrator kolonialny
W 1847 przeszedł do cywilnej służby kolonialnej i został zwierzchnikiem brytyjskiej administracji na Saint Lucia, w randze gubernatora-porucznika (wicegubernatora). W latach 1851–1855 przebywał w Kolonii Przylądowej, gdzie był zastępcą gubernatora. W 1855 powrócił do Ameryki Północnej, aby objąć urząd gubernatora Nowej Fundlandii. Tam popadł w poważny konflikt z rządem autonomicznym, ponieważ, wypełniając instrukcje wydane mu przez przełożonych w Londynie, nalegał na udzielenie francuskim rybakom szerszych praw do prowadzenia połowów na wodach Nowej Fundlandii,czemu stanowczo sprzeciwiały się miejscowe elity. Ostatecznie musiał opuścić stanowisko przed końcem kadencji, w 1857 roku. Został wówczas przeniesiony na urząd gubernatora Jamajki.
W 1863 został gubernatorem Wiktorii, wówczas najszybciej rozwijającej się z kolonii australijskich. Stanowisko to, znane w środowisku brytyjskiej administracji kolonialnej jako prestiżowe i wyjątkowo dobrze płatne, miało stanowić ukoronowanie jego kariery. Szybko jednak przestał spełniać pokładane w nim nadzieje Ministerstwa Kolonii, ponieważ zamiast być bezstronnym arbitrem na lokalnej scenie politycznej, co było podstawowym zadaniem gubernatorów kolonii cieszących się już autonomią, zawarł bliski sojusz z częścią miejscowych polityków i zaczął otwarcie sprzyjać siłom postępowym, dyskryminując środowiska konserwatywne (których poglądy były bliższe władzom w Londynie). W efekcie w 1866 został odwołany ze stanowiska i odesłany na urzędniczą emeryturę, co spotkało się z niezadowoleniem większości mieszkańców Wiktorii.

### Śmierć
Po powrocie do Anglii szybko podupadał na zdrowiu. Zmarł w styczniu 1870 roku w wieku 60 lat. Na wieść o jego śmierci Parlament Wiktorii przyjął specjalną ustawę, ustanawiającą dożywotnią rentę z budżetu kolonii dla wdowy po nim oraz stypendium mające sfinansować naukę jego dzieci.

## Odznaczenia
W 1862 otrzymał Order Łaźni klasy Rycerz Komandor, co uprawniało go do dopisywania przed nazwiskiem tytułu Sir.